# Espen Ruud
Espen Ruud (Porsgrunn, 26 febbraio 1984) è un ex calciatore norvegese, di ruolo difensore.

## Carriera

### Club

#### Odd Grenland e parentesi al Pors Grenland
Ruud è stato aggregato alla prima squadra dell'Odd Grenland nel 2001, ma non è stato utilizzato in quella stagione e neppure in quella successiva. È stato così ceduto in prestito al Pors Grenland a metà del 2002. È tornato all'Odd Grenland a fine stagione e ha potuto esordire nell'Eliteserien in data 21 settembre 2003, sostituendo Brede Bomhoff nella vittoria per 3-0 sull'Aalesund. Ha realizzato la prima rete nella massima divisione norvegese in occasione del pareggio per 2-2 contro il Brann, datato 23 ottobre 2005. Nel campionato 2006, ha contribuito alla salvezza dell'Odd Grenland, che è arrivata attraverso le qualificazioni all'Eliteserien; anche l'anno successivo, la squadra è stata costretta a questi spareggi, ma in questo caso hanno avuto la meglio gli avversari del Bodø/Glimt, la cui vittoria ha condannato l'Odd Grenland alla retrocessione. Ruud è rimasto inizialmente in forza al club, fino alla sessione estiva del calciomercato.

#### Il trasferimento all'Odense
Nel corso del 2008, è stato ingaggiato dai danesi dell'Odense. Ha debuttato nella Superligaen in data 6 agosto, sostituendo Henrik Hansen nel successo per 3-1 sul Nordsjælland. Ha realizzato la prima rete l'8 novembre successivo, nella vittoria 1-2 sul campo dell'Esbjerg. Al termine del campionato 2010-2011, è stato votato dai tifosi dell'Odense come miglior giocatore della squadra. Il 27 maggio 2011, ha rinnovato il contratto che lo legava all'Odense per altre tre stagioni. Al termine di questo periodo, si è ritrovato svincolato. Il 15 settembre 2014 ha trovato un accordo con l'Odense e ha firmato un nuovo contratto col club, tornando in squadra a poco meno di tre mesi dall'addio.

#### Il ritorno all'Odd
Il 24 novembre 2014, l'Odd ha annunciato sul proprio sito d'aver raggiunto un accordo con Ruud, che ha firmato un contratto quinquennale che sarebbe stato valido a partire dalla riapertura del calciomercato in data 1º gennaio 2015.

### Nazionale
Ruud ha disputato 13 partite per la Norvegia under 21, mettendo a segno una rete. Ha esordito il 17 gennaio 2004, quando è stato titolare nella vittoria per 2-3 contro la Danimarca under 21. Ha siglato l'unica marcatura in data 25 gennaio 2006, nel pareggio per 1-1 contro la Turchia under 21.
Ruud è stato poi convocato dalla Nazionale maggiore per le qualificazioni al campionato d'Europa 2008, contro Malta e Ungheria, ma nell'occasione non è sceso in campo. Ha debuttato il 14 novembre 2009, sostituendo Per Ciljan Skjelbred nell'amichevole vinta per 0-1 contro la Svizzera. Il 6 settembre 2010, durante un allenamento con la Norvegia, è stato protagonista di uno scontro di gioco con John Arne Riise: durante un contrasto aereo, quest'ultimo ha riportato una commozione cerebrale che lo ha tenuto lontano dai campi per qualche settimana. Ha realizzato la prima rete il 29 febbraio 2012, nella vittoria per 0-3 contro l'Irlanda del Nord. Il 12 ottobre successivo, in occasione di un'altra sfida contro la Svizzera, ha giocato la 25ª partita in Nazionale: per questo, gli è stato conferito il Gullklokka.

## Statistiche

### Presenze e reti nei club
Statistiche aggiornate al 1º gennaio 2025.
| Stagione       | Club          | Campionato    | Campionato | Campionato | Coppe nazionali | Coppe nazionali | Coppe nazionali | Coppe continentali | Coppe continentali | Coppe continentali | Supercoppe | Supercoppe | Supercoppe | Totale | Totale |
| Stagione       | Club          | Comp          | Pres       | Reti       | Comp            | Pres            | Reti            | Comp               | Pres               | Reti               | Comp       | Pres       | Reti       | Pres   | Reti   |
| -------------- | ------------- | ------------- | ---------- | ---------- | --------------- | --------------- | --------------- | ------------------ | ------------------ | ------------------ | ---------- | ---------- | ---------- | ------ | ------ |
| 2001           | Odd Grenland  | ES            | 0          | 0          | CN              | 0               | 0               | -                  | -                  | -                  | -          | -          | -          | 0      | 0      |
| gen.-ago. 2002 | Odd Grenland  | ES            | 0          | 0          | CN              | 0               | 0               | -                  | -                  | -                  | -          | -          | -          | 0      | 0      |
| ago.-dic. 2002 | Pors Grenland | 2D            | ?          | ?          | CN              | -               | -               | -                  | -                  | -                  | -          | -          | -          | ?      | ?      |
| 2003           | Odd Grenland  | ES            | 2          | 0          | CN              | 0               | 0               | -                  | -                  | -                  | -          | -          | -          | 2      | 0      |
| 2004           | Odd Grenland  | ES            | 9          | 0          | CN              | 1               | 1               | CU                 | 2                  | 0                  | -          | -          | -          | 12     | 1      |
| 2005           | Odd Grenland  | ES            | 21         | 1          | CN              | 5               | 0               | -                  | -                  | -                  | -          | -          | -          | 26     | 1      |
| 2006           | Odd Grenland  | ES            | 24+2       | 5+0        | CN              | 1               | 0               | -                  | -                  | -                  | -          | -          | -          | 27     | 5      |
| 2007           | Odd Grenland  | ES            | 23+2       | 8+0        | CN              | 5               | 1               | -                  | -                  | -                  | -          | -          | -          | 30     | 9      |
| gen.-lug. 2008 | Odd Grenland  | 1D            | 7          | 2          | CN              | ?               | ?               | -                  | -                  | -                  | -          | -          | -          | ?      | ?      |
| 2008-2009      | Odense        | SL            | 31         | 4          | CD              | ?               | ?               | -                  | -                  | -                  | -          | -          | -          | ?      | ?      |
| 2009-2010      | Odense        | SL            | 32         | 1          | CD              | 3               | 0               | UEL                | 4                  | 0                  | -          | -          | -          | 39     | 1      |
| 2010-2011      | Odense        | SL            | 32         | 6          | CD              | 1               | 0               | UEL                | 9                  | 0                  | -          | -          | -          | 42     | 6      |
| 2011-2012      | Odense        | SL            | 31         | 3          | CD              | ?               | ?               | UCL+UEL            | 4+6                | 1+0                | -          | -          | -          | ?      | ?      |
| 2012-2013      | Odense        | SL            | 32         | 3          | CD              | 2               | 0               | -                  | -                  | -                  | -          | -          | -          | 34     | 3      |
| 2013-2014      | Odense        | SL            | 29         | 2          | CD              | 1               | 0               | -                  | -                  | -                  | -          | -          | -          | 30     | 2      |
| set. 2014-2015 | Odense        | SL            | 10         | 0          | CD              | 0               | 0               | -                  | -                  | -                  | -          | -          | -          | 10     | 0      |
| Totale Odense  | Totale Odense | Totale Odense | 197        | 19         |                 | ?               | ?               |                    | 23                 | 1                  |            | -          | -          | ?      | ?      |
| 2015           | Odd           | ES            | 28         | 4          | CN              | 4               | 1               | UEL                | 7                  | 1                  | -          | -          | -          | 39     | 6      |
| 2016           | Odd           | ES            | 29         | 5          | CN              | 3               | 0               | UEL                | 4                  | 1                  | -          | -          | -          | 36     | 6      |
| 2017           | Odd           | ES            | 28         | 3          | CN              | 3               | 0               | UEL                | 6                  | 0                  | -          | -          | -          | 37     | 3      |
| 2018           | Odd           | ES            | 29         | 8          | CN              | 4               | 0               | -                  | -                  | -                  | -          | -          | -          | 33     | 8      |
| 2019           | Odd           | ES            | 24         | 1          | CN              | 5               | 1               | -                  | -                  | -                  | -          | -          | -          | 29     | 2      |
| 2020           | Odd           | ES            | 27         | 6          | -               | -               | -               | -                  | -                  | -                  | -          | -          | -          | 27     | 6      |
| 2021           | Odd           | ES            | 21         | 2          | CN              | 3               | 0               | -                  | -                  | -                  | -          | -          | -          | 24     | 2      |
| 2022           | Odd           | ES            | 26         | 3          | CN              | 3               | 1               | -                  | -                  | -                  | -          | -          | -          | 29     | 4      |
| 2023           | Odd           | ES            | 24         | 4          | CN              | 2               | 0               | -                  | -                  | -                  | -          | -          | -          | 26     | 4      |
| 2024           | Odd           | ES            | 21         | 0          | CN              | 0               | 0               | -                  | -                  | -                  | -          | -          | -          | 21     | 0      |
| Totale Odd     | Totale Odd    | Totale Odd    | ?          | ?          |                 | ?               | ?               |                    | 42                 | 3                  |            | -          | -          | ?      | ?      |
| Totale         | Totale        | Totale        | ?          | ?          |                 | ?               | ?               |                    | 42                 | 3                  |            | -          | -          | ?      | ?      |

### Cronologia presenze e reti in nazionale
| Cronologia completa delle presenze e delle reti in nazionale ― Norvegia | Cronologia completa delle presenze e delle reti in nazionale ― Norvegia | Cronologia completa delle presenze e delle reti in nazionale ― Norvegia | Cronologia completa delle presenze e delle reti in nazionale ― Norvegia | Cronologia completa delle presenze e delle reti in nazionale ― Norvegia | Cronologia completa delle presenze e delle reti in nazionale ― Norvegia | Cronologia completa delle presenze e delle reti in nazionale ― Norvegia | Cronologia completa delle presenze e delle reti in nazionale ― Norvegia |
| Data                                                                    | Città                                                                   | In casa                                                                 | Risultato                                                               | Ospiti                                                                  | Competizione                                                            | Reti                                                                    | Note                                                                    |
| ----------------------------------------------------------------------- | ----------------------------------------------------------------------- | ----------------------------------------------------------------------- | ----------------------------------------------------------------------- | ----------------------------------------------------------------------- | ----------------------------------------------------------------------- | ----------------------------------------------------------------------- | ----------------------------------------------------------------------- |
| 14-11-2009                                                              | Ginevra                                                                 | Svizzera                                                                | 0 – 1                                                                   | Norvegia                                                                | Amichevole                                                              | -                                                                       |                                                                         |
| 3-3-2010                                                                | Žilina                                                                  | Slovacchia                                                              | 0 – 1                                                                   | Norvegia                                                                | Amichevole                                                              | -                                                                       |                                                                         |
| 11-8-2010                                                               | Oslo                                                                    | Norvegia                                                                | 2 – 1                                                                   | Francia                                                                 | Amichevole                                                              | -                                                                       |                                                                         |
| 3-9-2010                                                                | Reykjavík                                                               | Islanda                                                                 | 1 – 2                                                                   | Norvegia                                                                | Qual. Euro 2012                                                         | -                                                                       |                                                                         |
| 7-9-2010                                                                | Oslo                                                                    | Norvegia                                                                | 1 – 0                                                                   | Portogallo                                                              | Qual. Euro 2012                                                         | -                                                                       |                                                                         |
| 8-10-2010                                                               | Larnaca                                                                 | Cipro                                                                   | 1 – 2                                                                   | Norvegia                                                                | Qual. Euro 2012                                                         | -                                                                       |                                                                         |
| 12-10-2010                                                              | Zagabria                                                                | Croazia                                                                 | 2 – 1                                                                   | Norvegia                                                                | Amichevole                                                              | -                                                                       |                                                                         |
| 9-2-2011                                                                | Faro                                                                    | Polonia                                                                 | 1 – 0                                                                   | Norvegia                                                                | Amichevole                                                              | -                                                                       |                                                                         |
| 26-3-2011                                                               | Oslo                                                                    | Norvegia                                                                | 1 – 1                                                                   | Danimarca                                                               | Qual. Euro 2012                                                         | -                                                                       |                                                                         |
| 7-6-2011                                                                | Oslo                                                                    | Norvegia                                                                | 1 – 0                                                                   | Lituania                                                                | Amichevole                                                              | -                                                                       |                                                                         |
| 10-8-2011                                                               | Oslo                                                                    | Norvegia                                                                | 3 – 0                                                                   | Rep. Ceca                                                               | Amichevole                                                              | -                                                                       |                                                                         |
| 2-9-2011                                                                | Oslo                                                                    | Norvegia                                                                | 1 – 0                                                                   | Islanda                                                                 | Qual. Euro 2012                                                         | -                                                                       |                                                                         |
| 6-9-2011                                                                | Copenaghen                                                              | Danimarca                                                               | 2 – 0                                                                   | Norvegia                                                                | Qual. Euro 2012                                                         | -                                                                       |                                                                         |
| 11-10-2011                                                              | Oslo                                                                    | Norvegia                                                                | 3 – 1                                                                   | Cipro                                                                   | Qual. Euro 2012                                                         | -                                                                       |                                                                         |
| 12-11-2011                                                              | Cardiff                                                                 | Galles                                                                  | 4 – 1                                                                   | Norvegia                                                                | Amichevole                                                              | -                                                                       |                                                                         |
| 15-1-2012                                                               | Bangkok                                                                 | Danimarca                                                               | 1 – 1                                                                   | Norvegia                                                                | Amichevole                                                              | -                                                                       |                                                                         |
| 18-1-2012                                                               | Bangkok                                                                 | Thailandia                                                              | 0 – 1                                                                   | Norvegia                                                                | Amichevole                                                              | -                                                                       |                                                                         |
| 21-1-2012                                                               | Bangkok                                                                 | Corea del Sud                                                           | 3 – 0                                                                   | Norvegia                                                                | Amichevole                                                              | -                                                                       |                                                                         |
| 29-2-2012                                                               | Belfast                                                                 | Irlanda del Nord                                                        | 0 – 3                                                                   | Norvegia                                                                | Amichevole                                                              | 1                                                                       |                                                                         |
| 26-5-2012                                                               | Oslo                                                                    | Norvegia                                                                | 0 – 1                                                                   | Inghilterra                                                             | Amichevole                                                              | -                                                                       |                                                                         |
| 2-6-2012                                                                | Oslo                                                                    | Norvegia                                                                | 1 – 1                                                                   | Croazia                                                                 | Amichevole                                                              | -                                                                       |                                                                         |
| 15-8-2012                                                               | Oslo                                                                    | Norvegia                                                                | 2 – 3                                                                   | Grecia                                                                  | Amichevole                                                              | -                                                                       |                                                                         |
| 7-9-2012                                                                | Reykjavík                                                               | Islanda                                                                 | 2 – 0                                                                   | Norvegia                                                                | Qual. Mondiali 2014                                                     | -                                                                       |                                                                         |
| 11-9-2012                                                               | Oslo                                                                    | Norvegia                                                                | 2 – 1                                                                   | Slovenia                                                                | Qual. Mondiali 2014                                                     | -                                                                       |                                                                         |
| 12-10-2012                                                              | Berna                                                                   | Svizzera                                                                | 1 – 1                                                                   | Norvegia                                                                | Qual. Mondiali 2014                                                     | -                                                                       |                                                                         |
| 16-10-2012                                                              | Larnaca                                                                 | Cipro                                                                   | 1 – 3                                                                   | Norvegia                                                                | Qual. Mondiali 2014                                                     | -                                                                       |                                                                         |
| 8-1-2013                                                                | Città del Capo                                                          | Sudafrica                                                               | 0 – 1                                                                   | Norvegia                                                                | Amichevole                                                              | -                                                                       |                                                                         |
| 12-1-2013                                                               | Ndola                                                                   | Zambia                                                                  | 0 – 0                                                                   | Norvegia                                                                | Amichevole                                                              | -                                                                       |                                                                         |
| 7-6-2013                                                                | Tirana                                                                  | Albania                                                                 | 1 – 1                                                                   | Norvegia                                                                | Qual. Mondiali 2014                                                     | -                                                                       |                                                                         |
| 11-6-2013                                                               | Oslo                                                                    | Norvegia                                                                | 2 – 0                                                                   | Macedonia                                                               | Amichevole                                                              | -                                                                       |                                                                         |
| 14-8-2013                                                               | Solna                                                                   | Svezia                                                                  | 4 – 2                                                                   | Norvegia                                                                | Amichevole                                                              | -                                                                       |                                                                         |
| 6-9-2013                                                                | Oslo                                                                    | Norvegia                                                                | 2 – 0                                                                   | Cipro                                                                   | Qual. Mondiali 2014                                                     | -                                                                       |                                                                         |
| 10-9-2013                                                               | Oslo                                                                    | Norvegia                                                                | 0 – 2                                                                   | Svizzera                                                                | Qual. Mondiali 2014                                                     | -                                                                       |                                                                         |
| 15-1-2014                                                               | Abu Dhabi                                                               | Moldavia                                                                | 1 – 2                                                                   | Norvegia                                                                | Amichevole                                                              | -                                                                       |                                                                         |
| 18-1-2014                                                               | Abu Dhabi                                                               | Polonia                                                                 | 3 – 0                                                                   | Norvegia                                                                | Amichevole                                                              | -                                                                       |                                                                         |
| Totale                                                                  |                                                                         | Presenze                                                                | 35                                                                      |                                                                         | Reti                                                                    | 1                                                                       |                                                                         |

## Palmarès

### Individuale
- Gullklokka

2012